# Женская сборная Австралии по баскетболу 3×3
Женская сборная Австралии по баскетболу 3×3 представляет Австралию на международных соревнованиях по баскетболу 3×3. Управляющим органом является Федерация баскетбола Австралии.
По состоянию на 26 августа 2024, женская сборная Австралии по баскетболу 3×3 занимает 19-е место в мировом рейтинге ФИБА женских сборных по баскетболу 3×3.

## Результаты выступлений
| Турнир                           | Золото | Серебро | Бронза | Всего |
| -------------------------------- | ------ | ------- | ------ | ----- |
| Олимпийские игры                 | —      | —       | —      | —     |
| Чемпионат мира по баскетболу 3×3 | 0      | 0       | 2      | 2     |
| Чемпионат Азии                   | 4      | 1       | 1      | 6     |
| Игры Содружества                 | 0      | 0       | 1      | 1     |
| Итого                            | 4      | 1       | 4      | 9     |

### Летние Олимпийские игры
| Год        | Место          | Игры           | Победы         | Поражения      | Состав команды                                           |
| ---------- | -------------- | -------------- | -------------- | -------------- | -------------------------------------------------------- |
| 2020       | не участвовали | не участвовали | не участвовали | не участвовали | не участвовали                                           |
| Париж 2024 | 5              | 8              | 4              | 4              | Аннели Мейли, Лорен Мансфилд, Марена Уиттл, Алекс Уилсон |

### Чемпионат мира по баскетболу 3x3
| Год            | Место          | Игры           | Победы         | Поражения      | Состав команды                                                      |
| -------------- | -------------- | -------------- | -------------- | -------------- | ------------------------------------------------------------------- |
| Афины 2012     | 3              | 9              | 8              | 1              | Sara Blicavs, Katie-Rae Ebzery, Alice Kunek, Tess Madgen            |
| 2014           | не участвовали | не участвовали | не участвовали | не участвовали | не участвовали                                                      |
| Гуанчжоу 2016  | 11             | 4              | 3              | 1              | Kelly Bowen, Isabella Brancatisano, Maddison Rocci, Jennifer Screen |
| Нант 2017      | 9              | 4              | 2              | 2              | Rebecca Cole, Carley Mijović, Nadeen Payne, Amelia Todhunter        |
| 2018           | не участвовали | не участвовали | не участвовали | не участвовали | не участвовали                                                      |
| Амстердам 2019 | 4              | 7              | 4              | 3              | Rebecca Cole, Keely Froling, Madeleine Garrick, Alice Kunek         |
| 2022           | не участвовали | не участвовали | не участвовали | не участвовали | не участвовали                                                      |
| Вена 2023      | 3              | 7              | 5              | 2              | Аннели Мейли, Лорен Мансфилд, Алекс Уилсон, Марена Уиттл            |

### Чемпионат Азии по баскетболу 3x3
| Год             | Место          | Игры           | Победы         | Поражения      | Состав команды                                                  |
| --------------- | -------------- | -------------- | -------------- | -------------- | --------------------------------------------------------------- |
| 2013            | не участвовали | не участвовали | не участвовали | не участвовали | не участвовали                                                  |
| Улан-Батор 2017 | 1              | 5              | 5              | 0              | Isabelle Bourne, Sarah McAppion, Chantella Perera, Carlie Smith |
| Шэньчжэнь 2018  | 3              | 8              | 7              | 1              | Rebecca Cole, Keely Froling, Madeleine Garrick, Carlie Smith    |
| Чанша 2019      | 1              | 5              | 5              | 0              | Rebecca Cole, Madeleine Garrick, Alice Kunek, Hanna Zavecz      |
| Сингапур 2022   | 2              | 5              | 3              | 2              | Аннели Мейли, Лорен Мансфилд, Lauren Scherf, Марена Уиттл       |
| Сингапур 2023   | 1              | 5              | 5              | 0              | Аннели Мейли, Лорен Мансфилд, Марена Уиттл, Алекс Уилсонv       |
| Сингапур 2024   | 1              | 5              | 5              | 0              | Аннели Мейли, Лорен Мансфилд, Марена Уиттл, Алекс Уилсон        |

### Игры Содружества
| Год            | Место | Игры | Победы | Поражения | Состав команды                                            |
| -------------- | ----- | ---- | ------ | --------- | --------------------------------------------------------- |
| Бирмингем 2022 | 3     | 5    | 4      | 1         | Lauren Scherf, Лорен Мансфилд, Марена Уиттл, Алекс Уилсон |